# General Electric T700

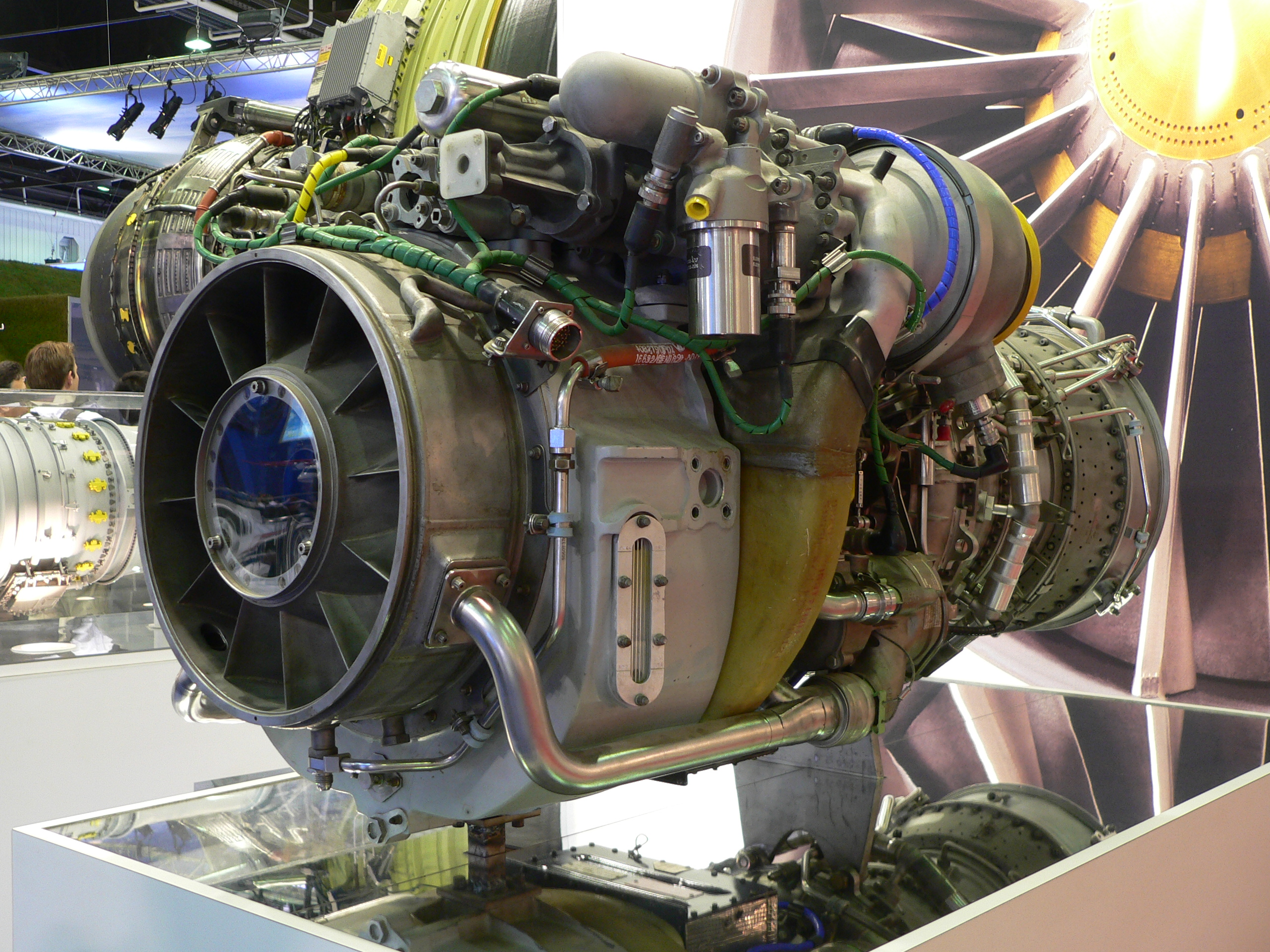
CT7 / T-700 gezeigt bei der Paris Air Show 2007

Die Triebwerke T700 und CT7 gehören zu einer Familie von Wellenturbinen bzw. Turboprop-Triebwerken der Firma General Electric in der Klasse von 1100 bis 1850 kW Leistung. Sie sind als Antrieb einer Vielzahl von Hubschraubern und kleineren Verkehrsflugzeugen im Einsatz.

## Entwicklung
1967 begann General Electric an einem Demonstrator (dem GE12) für eine neue Wellenturbine zu arbeiten. Grund war das Interesse der US-Armee an einem Transporthubschrauber der nächsten Generation. Der Auftrag der Army führte zur Entwicklung des Sikorsky S-70 Black Hawk, der von zwei GE-T700-Turbinen (der Serienausführung des GE12) angetrieben wurden. Die T700 wurde ab 1973 getestet, 1976 zugelassen und ging 1978 in Produktion.
Dessen erste Version, das T700-GE-700, ist eine Wellenturbine mit einem fünfstufigen Axial- und einem einstufigen Radial-Verdichter, die durch eine zweistufige Turbine angetrieben werden. Die Axialverdichterstufen sind als Blisk ausgeführt. Die Einlassleitschaufeln und die ersten zwei Statorstufen sind verstellbar ausgeführt. Die ringförmige Brennkammer mit zentraler Kraftstoffeinspritzung sorgt für eine gute Verbrennung des Treibstoffes und eine geringe Rauchentwicklung. Die Abtriebswelle wird durch eine zweistufige Turbine angetrieben. Der Antrieb wurde auf eine hohe Zuverlässigkeit ausgelegt. So kommt am Lufteintritt ein Filter zum Einsatz, der Schmutz, Sand und Staub abscheidet. Das T700-GE-700 ist für eine Leistung von 1210 kW zugelassen.
Dem T700-GE-700 folgten verbesserte und leistungsgesteigerte Triebwerksvarianten, die an den Militärhubschraubern UH-60 Black Hawk/SH-60 Seahawk, AH-64 Apache, Kaman SH-2G Super Seasprite und Bell AH-1W Supercobra zum Einsatz kamen. Weiterhin dienen sie als Antrieb für einige Versionen der AgustaWestland EH101 und des NH90.
Die zivile Version des T700 ist das ab 1984 im Einsatz befindliche CT7. Es kommt am Bell 214ST (eine verbesserte Version des Huey), zivilen Black Hawks und der Sikorsky S-92 (einer Ableitung des Black Hawk) zum Einsatz, die alles Modelle mit zwei Turbinen sind. Die CT7-8 für die S-92 hat eine maximale Startleistung von 1879 kW, eine Länge von 1,24 m und ein Gewicht von 243 kg.
Es gibt auch Turboprop-Versionen des CT7, die mit einem Untersetzungsgetriebe für den Antrieb des Propellers ausgerüstet sind. Eingesetzt werden sie bei kleineren zweimotorigen Verkehrsflugzeugen wie der schwedischen SAAB 340, dem indonesisch-spanischen Airtech CN-235 Cargolifter und der tschechischen Let L-610G. Die Basisvariante CT7-5A liefert 1294 kW Startleistung. Das CT7-6 entspricht der militärischen Version T700-T6A1.
Die nachfolgende Variante YT706 (auch CT7-8B5 oder T706-GE-700 genannt) basiert auf dem CT7-8A-Triebwerk, das 2002 von der FAA zugelassen wurde. Im Vergleich mit dem T700 verfügt das YT706 über einen größeren Verdichter, einen verbesserten Triebwerkskern und ein FADEC. Es bietet bis zu 30 Prozent mehr Leistung als das aktuelle T700-701C und verbessert die Fähigkeiten zum Einsatz in Gebieten mit besonderen klimatischen Anforderungen (hot and high Missions) des MH-60M Black Hawk, der von der US Army für Spezialeinsätze verwendet wird. Das CT-8C und CT-8E sind verbesserte Versionen mit überarbeiteter Hochdruckturbine und mit einer neuen dreistufigen Niederdruckturbine für den H-92 und EH101.

## Einsatz

### T700
- AH-1W/Z Supercobra T700-401C
- SH-2G Super Seasprite T700-401C
- UH-1Y Venom T700-401C
- AH-64 Apache T700-701C, T700-701D
- UH-60 Black Hawk T700-701C, T700-701D (UH-60L)
- SH-60 Seahawk T700-401C
- HH-60 Jayhawk T700-401C
- MH-60 G/K T700-701C, T700-701D
- CH-148 Cyclone
- AgustaWestland EH101/CH-149 Cormorant/VH-71 Kestrel T700-T6A1, T700-T6A1, CT7-6/-6A
- NH90 T700-T6E/T6E1
- Piasecki X-49

### CT7
- AgustaWestland AW149
- AgustaWestland AW189
- Bell 214ST CT7-2
- Sikorsky S-70C CT7-2, CT7-2D
- Sikorsky S-92 CT7-8
- Sikorsky H-92 Superhawk CT7-8C

### CT7 Turboprop
- CASA/IPTN CN-235 CT7
- Saab 340 CT7
- Suchoi Su-80 CT7

## Technische Daten
Die Wellenturbine verfügt über einen sechsstufigen Verdichter (fünf Stufen axial, eine Stufe radial), eine ringförmige Brennkammer sowie eine jeweils zweistufige Hochdruck- und Niederdruck/Arbeitsturbine.
| Triebwerk       | Trockengewicht in kg | Verdichtungs- verhältnis | Startleistung | Dauerleistung | Höhe in mm | Breite in mm | Länge in mm |
| --------------- | -------------------- | ------------------------ | ------------- | ------------- | ---------- | ------------ | ----------- |
| T700-GE-700/701 | 198                  | 17:1                     |               | 1193 WPS      | 635        | 635          | 1193        |
| T6A             | 243                  | 17:1                     |               | 1750 WPS      | 660        | 660          | 1224        |
| CT7-5A2         | 355,2                |                          | 1294 kW       | 1193 kW       | 737        | 660          | 2438        |
| CT7-8           | 243,6                |                          | 1879 kW       | 1523 kW       | 636        | 660          | 1293        |
| CT7-9B          | 365,1                |                          | 1305 kW       | 1305 kW       | 737        | 660          | 2438        |